# Spermacoce linearis
Spermacoce linearis är en måreväxtart som beskrevs av Carl Ludwig von Willdenow, Johann Jakob Roemer och Schult.. Spermacoce linearis ingår i släktet Spermacoce och familjen måreväxter. Inga underarter finns listade i Catalogue of Life.